# Chế tạo kim loại

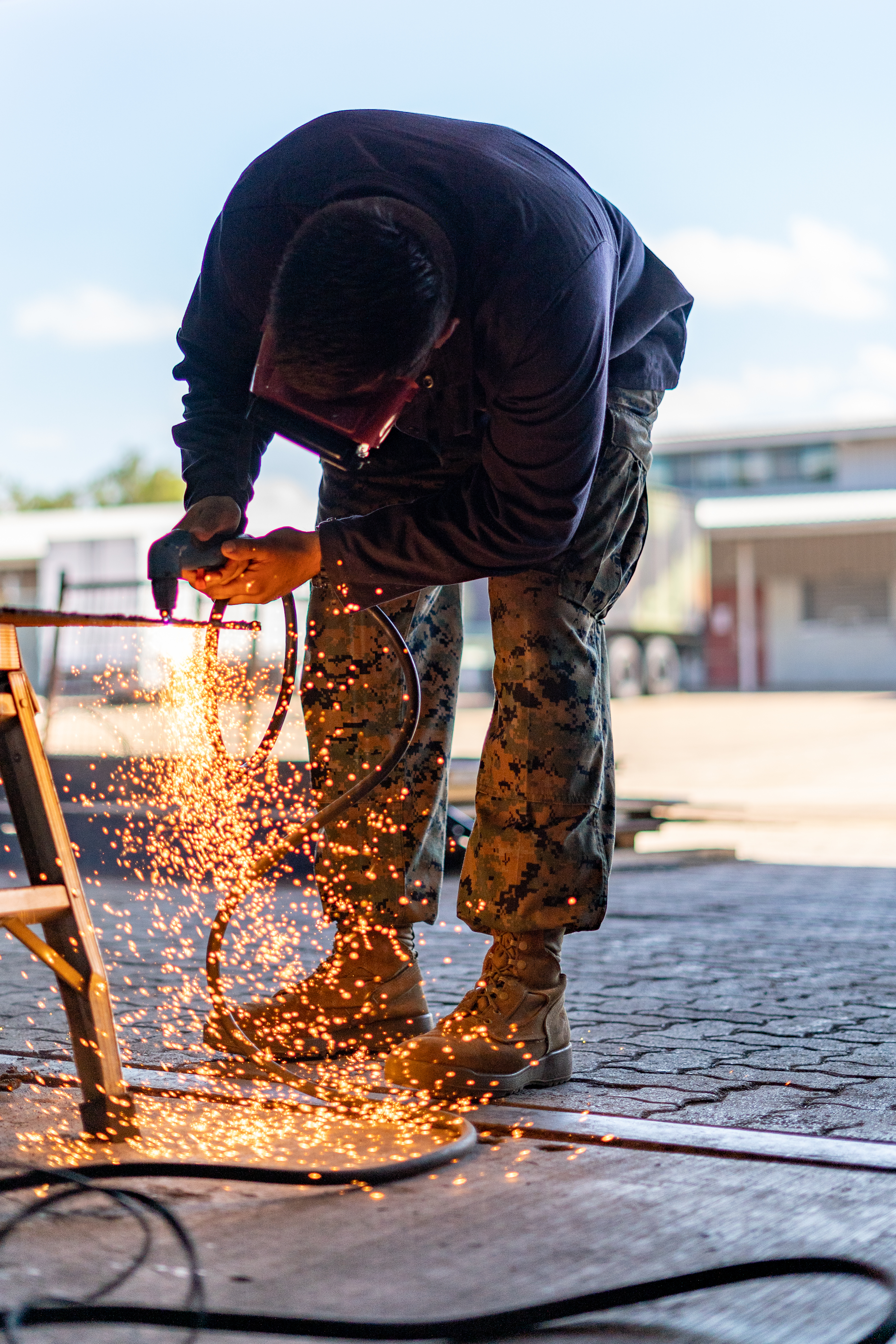
Một công nhân đang hàn kim loại

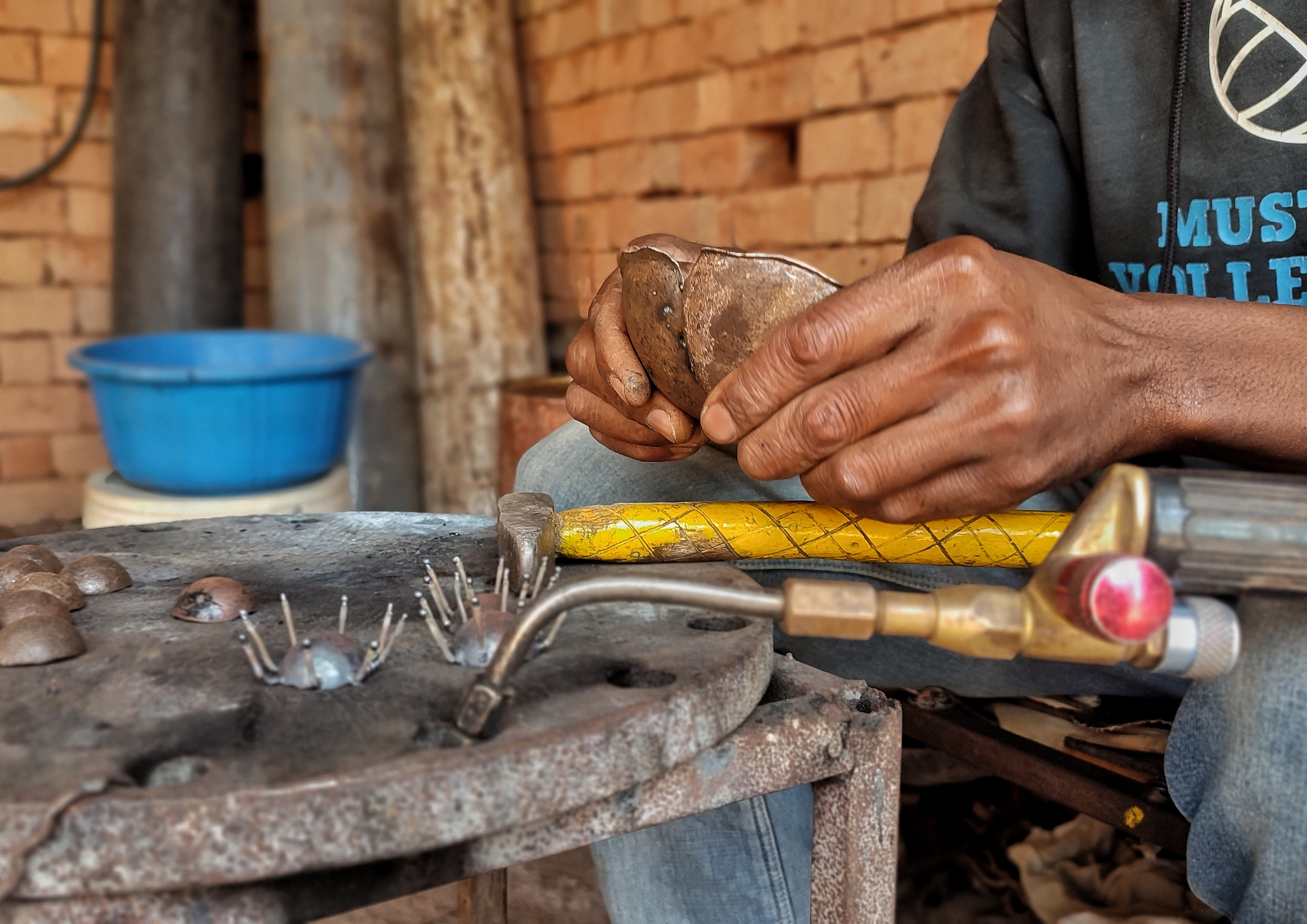
Gia công kim loại thủ công

Chế tạo kim loại (Metal fabrication) là quá trình tạo ra các cấu trúc kim loại bằng các quy trình cắt, uốn và lắp ráp. Đây là một quy trình tạo ra giá trị gia tăng liên quan đến việc tạo ra máy móc, bộ phận và cấu trúc từ nhiều nguyên liệu thô khác nhau. Thông thường, một xưởng chế tạo sẽ thầu một công việc, thường dựa trên bản vẽ kỹ thuật và nếu được trao hợp đồng, sẽ chế tạo sản phẩm. Các xưởng chế tạo lớn sử dụng nhiều quy trình tạo ra giá trị gia tăng, bao gồm hàn, cắt, tạo hình và gia công cơ khí để tạo ra thành phẩm. Giống như các quy trình sản xuất khác, cả lao động của con người và tự động hóa đều thường được sử dụng trong hoạt động chế tạo kim loại. Một sản phẩm chế tạo có thể được gọi là chế tạo và các xưởng chuyên về loại công việc này được gọi là xưởng chế tạo. Các sản phẩm cuối cùng của các loại gia công kim loại phổ biến khác, chẳng hạn như gia công, dập kim loại, rèn và đúc, có thể có hình dạng và chức năng tương tự nhau, nhưng các quy trình đó không được phân loại là chế tạo.

## Kỹ thuật
Gia công kim loại nhằm tạo hình chuyển đổi tấm kim loại phẳng thành các bộ phận 3 chiều bằng cách đơn thuần dụng lực mà không thêm hoặc bớt vật liệu. Lực tác động phải đủ lớn để thay đổi hình dạng ban đầu của kim loại. Người ta có thể kiểm soát việc tạo hình bằng các công cụ như đục và khuôn. Máy móc có thể điều chỉnh cường độ và hướng của lực. Tạo hình bằng máy có thể kết hợp tạo hình và hàn để tạo ra các tấm chế tạo dài (chẵng hạn như các sản phẩm lưới tuyến tính để thoát nước). Hầu hết các vật liệu kim loại, ít nhất là có độ dẻo nhất định và có khả năng biến dạng vĩnh viễn đáng kể mà không bị nứt hoặc vỡ, đặc biệt phù hợp với các kỹ thuật này. Thiết kế và sử dụng hợp lý các công cụ cùng máy móc sẽ tạo ra một hình thức có thể lặp lại được, có thể dùng để tạo ra các sản phẩm cho nhiều ngành công nghiệp, bao gồm trang sức, hàng không vũ trụ, chế tạo ô tô, xây dựng, dân dụng và kiến trúc. 
Gia công là một nghề chuyên biệt để loại bỏ vật liệu khỏi khối kim loại để tạo ra hình dạng mong muốn. Các xưởng chế tạo thường có một số khả năng gia công, sử dụng máy tiện kim loại, máy phay, máy khoan và các công cụ gia công di động khác. Hầu hết các thành phần rắn, chẳng hạn như bánh răng, bu lông, ốc vít và đai ốc, đều được gia công. Hàn là kỹ thuật trọng tâm chính của quá trình chế tạo thép sau khi đã trải qua công đoạn luyện thép. Các bộ phận đã định hình và gia công được lắp ráp và hàn cố định tại chỗ, sau đó kiểm tra lại độ chính xác. Nếu đã đặt hàng nhiều mối hàn, có thể sử dụng đồ gá để định vị các bộ phận cần hàn. Sau đó, thợ hàn hoàn thiện công việc theo bản vẽ kỹ thuật (để hàn các chi tiết) hoặc theo kinh nghiệm và phán đoán của riêng họ (nếu không có thông tin chi tiết nào được cung cấp). Có thể cần các biện pháp đặc biệt để ngăn ngừa hoặc khắc phục độ cong vênh của mối hàn do nhiệt. Các biện pháp này có thể bao gồm thiết kế lại chi tiết để cần ít hàn hơn, sử dụng phương pháp hàn so le, sử dụng đồ gá chắc chắn, phủ cát lên mối hàn khi mối hàn nguội và nắn thẳng sau khi hàn. Sau khi mối hàn nguội, các mối hàn thường được mài sạch và cụm lắp ráp có thể được phun cát, sơn lót và sơn. Sau đó, bất kỳ quá trình sản xuất bổ sung nào cũng được thực hiện và sản phẩm hoàn thiện được kiểm tra chất lượng và vận chuyển đi.